# 김준민
김준민(金俊民, ? ~ 1593년)은 조선 중기의 무신으로 호족들을 정벌했고 임진왜란 때 의병을 일으켰다.

## 생애
1583년 함북 병마절도사 이제신과 함께 군관으로 출전해 호족들을 정벌하였다. 1592년 임진왜란 발발 후 거제 현령으로 관군이 흩어지자 의병을 일으켜 무계 전투에서 모리 요시나리의 군대를 격파하였다.
1593년 김천일의 부하로 제2차 진주성 전투 당시 진주성의 동문을 방어하다가 전사했다.
사후 선무원종공신에 책록 및 병조판서에 추증되고 충민사에도 배향되었다.